# Circonscription de Bichena
Pour les articles homonymes, voir Bichena.
La circonscription de Bichena est une des 135 circonscriptions législatives de l'État fédéré Amhara, elle se situe dans la Zone Est Godjam. Son représentant actuel est Demis Yigzaw Ayele.